# British Road Services

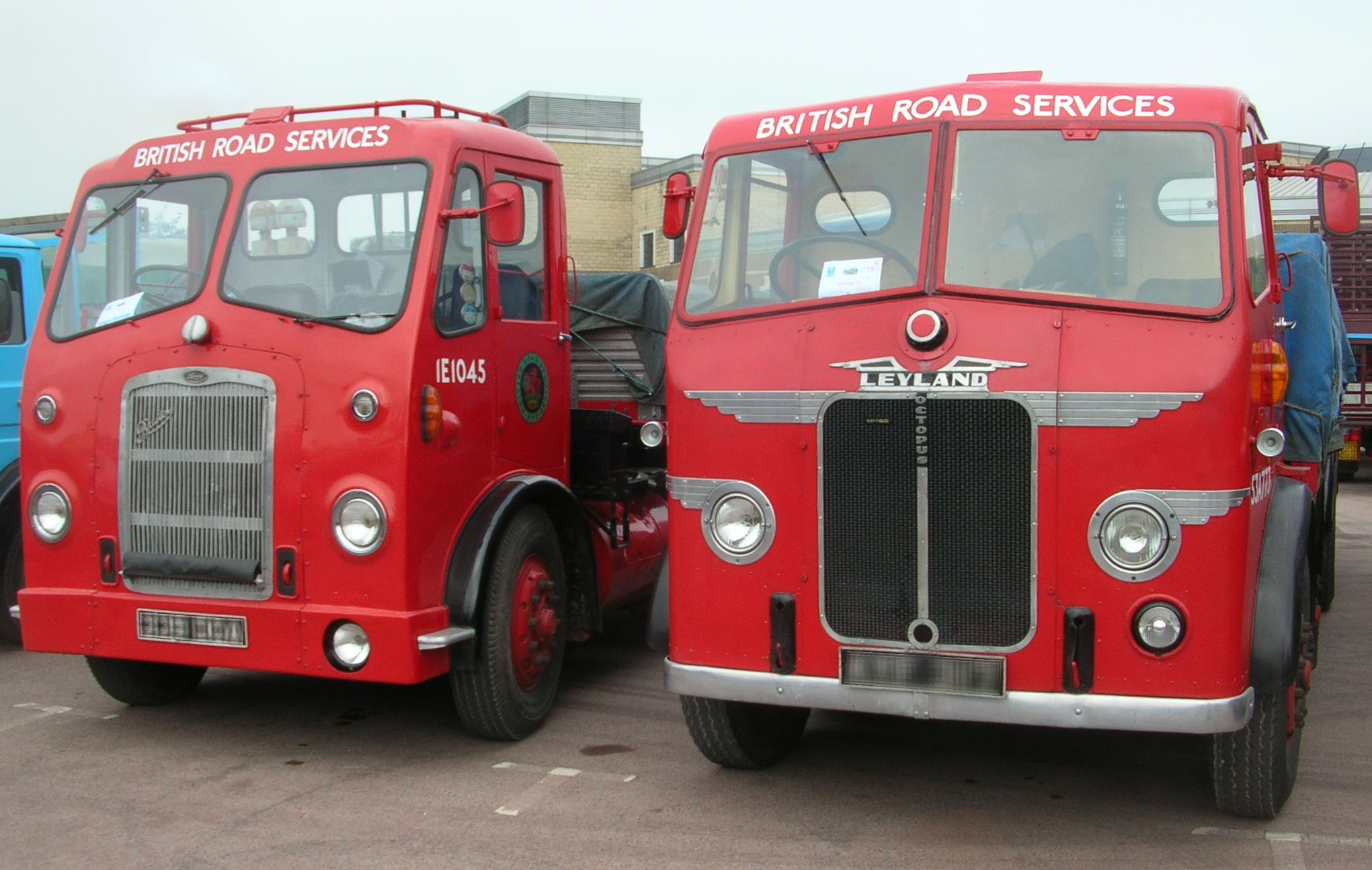
Bristol HA, Baujahr 1961 (links) und Leyland Octopus, Baujahr 1949, der British Road Services

British Road Services war ein staatliches Transportunternehmen im Vereinigten Königreich.
British Road Services wurde 1948 infolge des Transport Act 1947 im Zuge der Verstaatlichung des britischen Transportgewerbes gegründet. In den 1960er Jahren wurde es auf die vier Geschäftsfelder British Road Services Ltd. (Straßenverkehr), BRS Parcels Ltd. (Paketdienste), Pickfords (Transport und Logistik) und Containerway & Roadferry Ltd. (Fähr- und Containerverkehr) aufgeteilt.
1969 in National Freight Corporation umbenannt, wurde das Unternehmen im Zuge der von der Regierung Margaret Thatcher betriebenen Zerschlagung staatlicher Unternehmen 1982 an die Beschäftigten verkauft und als National Freight Consortium weitergeführt. Das Unternehmen gehörte zu den ersten Unternehmen, die von der konservativen Regierung privatisiert wurden. Als eines der größten britischen Transportunternehmen war es ab 1989 an der London Stock Exchange gelistet und als NFC plc im FTSE 100 Index aufgenommen.
BRS Parcels Ltd. wurde in Roadline umbenannt und wurde im Wege eines Management-Buy-out unter dem Namen LYNX Express im Jahr 1997 ausgegliedert. Pickfords ging im Jahr 1999 an Allied Van Lines, der Rest des Unternehmens fusionierte 2000 mit der Ocean Group plc und bildete fortan die Exel plc, welche später von der Deutschen Post übernommen wurde.